# Moncaup (Alta Garonna)
Moncaup è un comune francese di 31 abitanti situato nel dipartimento dell'Alta Garonna nella regione dell'Occitania.

## Società

### Evoluzione demografica
Abitanti censiti